# Tōgane
Tōgane (jap. 東金市 Tōgane-shi) – miasto w środkowej części Japonii (prefektura Chiba) na głównej wyspie Honsiu (Honshū). Ma powierzchnię 89,12 km². W 2020 r. mieszkało w nim 58 248 osób, w 25 353 gospodarstwach domowych  (w 2010 r. 61 747 osób, w 24 366 gospodarstwach domowych).

## Miasta partnerskie
- Rueil-Malmaison